# هبران
هبران دهی است جزء بخش مرکزی شهرستان زرندیه. در ۲۱ هزارگزی ساوه و ۱۸ هزارگزی راه عمومی آن واقع شده. ناحیه‌ای است کوهستانی، سردسیر و دارای ۳۶ نفر سکنه ترکی زبان است. محصولات آنجا غلات و بنشن و دارای باغهای بادام و گردو و سیب می‌باشد. شغل مردم زراعت و گله داری و کار دستی آنان گلیم و جاجیم بافی است. مزرعه، گنداب، یلی قیه جزء این ده‌است.راه ارتباطی روستای هبران به واسطه جاده بوئین زهرا -ساوه. هموار شده است ...